# Wally Walker
Walter Frederick « Wally » Walker, né le 18 juillet 1954 à Millersville, en Pennsylvanie, est un ancien joueur américain de basket-ball. Il évolue durant sa carrière au poste d'ailier.

## Palmarès
- Champion NBA 1977, 1979